# 존 밀턴 치빙턴

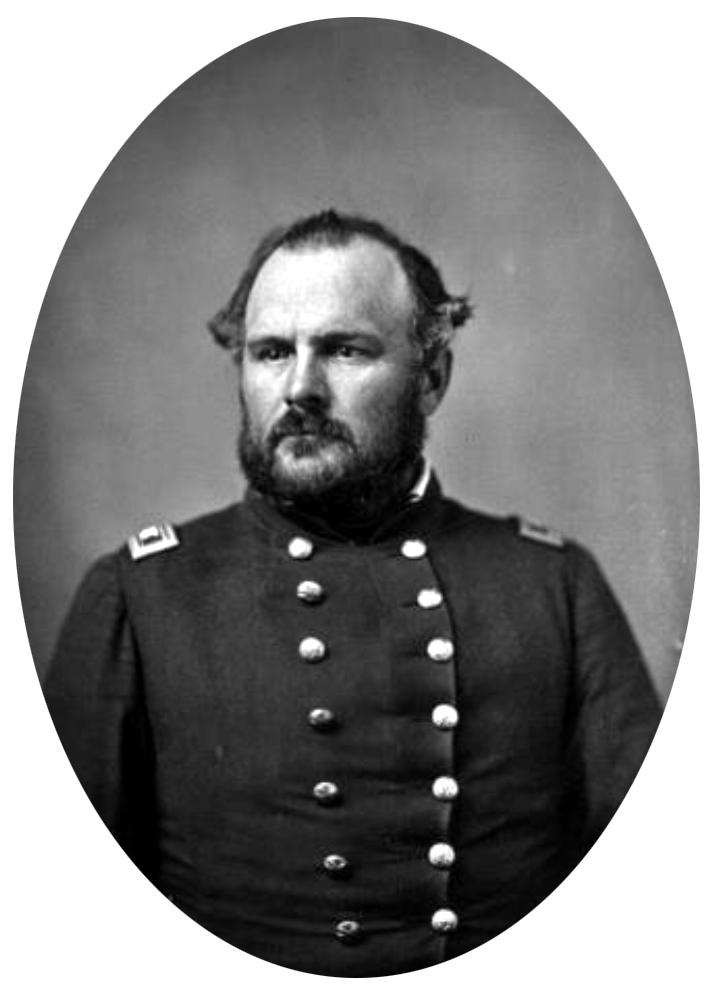

존 밀턴 치빙턴(영어: John Milton Chivington, 1821년 1월 27일 ~ 1894년 10월 4일)은 미국의 감리교 목사, 프리메이슨이며 미국 내전 당시 북군에 복무한 군인이다.
오하이오주 출신으로, 캔자스주에서 원주민들에게 감리교를 전파했다. 노예제 폐지론을 설파하여 위협을 받자 캔자스를 떠났고, 네브래스카를 거쳐 콜로라도 준주에 정착했다. 미국 내전이 발발하자 제1콜로라도 의용보병대에 소령으로 입대했다. 1862년 콜로라도 의용병기대 대령으로 임명되었다.
1864년 샤이엔인-아라파호인 부락을 선제공격하여 70-163명을 죽인 샌드크리크 학살로 오명을 남겼다. 샌드크리크에서 살해된 원주민들은 3분의 2가 여성 또는 아동이었다. 치빙턴이 이끄는 미군은 시체의 사지를 절단하고 머릿가죽과 태아, 남녀 생식기 등을 트로피로 잘라갔다. 전쟁수행에 관한 미국 의회 공동위원회에서 치빙턴과 부하들의 행위는 가장 강력한 어조로 규탄되었지만 그들 중 아무도 형사기소되지 않았다.
샌드크리크 학살로부터 3년 전인 1861년 8월 2일에는 콜로라도 프리메이슨 그랜드마스터가 되었다. 샌드크리크 학살이 공론화되자 콜로라도 프리메이슨은 치빙턴의 회원 자격을 유예시켰다가, 의회 위원회에서 결과가 나오자 복권시켰다.